# Down III: Over the Under
Over the Under (denominato anche Down III: Over the Under) è il terzo album in studio del gruppo sludge metal statunitense Down, pubblicato il 25 settembre 2007.

## Tracce
1. 3 Suns and 1 Star - 5:41 (Anselmo, Windstein)
2. The Path - 4:09 (Anselmo, Brown)
3. N.O.D - 4:00 (Anselmo, Keenan, Windstein)
4. I Scream - 3:48 (Anselmo, Keenan)
5. On March the Saints - 4:10 (Anselmo, Keenan, Windstein)
6. Never Try - 4:55 (Anselmo, Keenan, Brown)
7. Mourn - 4:44 (Anselmo, Keenan)
8. Beneath the Tides - 5:32 (Anselmo, Keenan)
9. His Majesty the Desert - 2:25 (Anselmo, Keenan)
10. Pillamyd - 5:15 (Anselmo, Keenan)
11. In the Thrall of it All - 6:20 (Anselmo)
12. Nothing in Return (Walk Away) - 8:55 (Anselmo, Keenan)

Traccia bonus nell'edizione britannica
1. Invest in Fear - 5:20 (Anselmo, Keenan, Windstein, Brown, Bower)

## Formazione
Gruppo
- Phil Anselmo - voce, chitarra in The Path
- Pepper Keenan - chitarra
- Kirk Windstein - chitarra
- Rex Brown - basso
- Jimmy Bower - batteria

Altri musicisti
- Ross Karpelman - tastiera